# Ghani Beissembajew

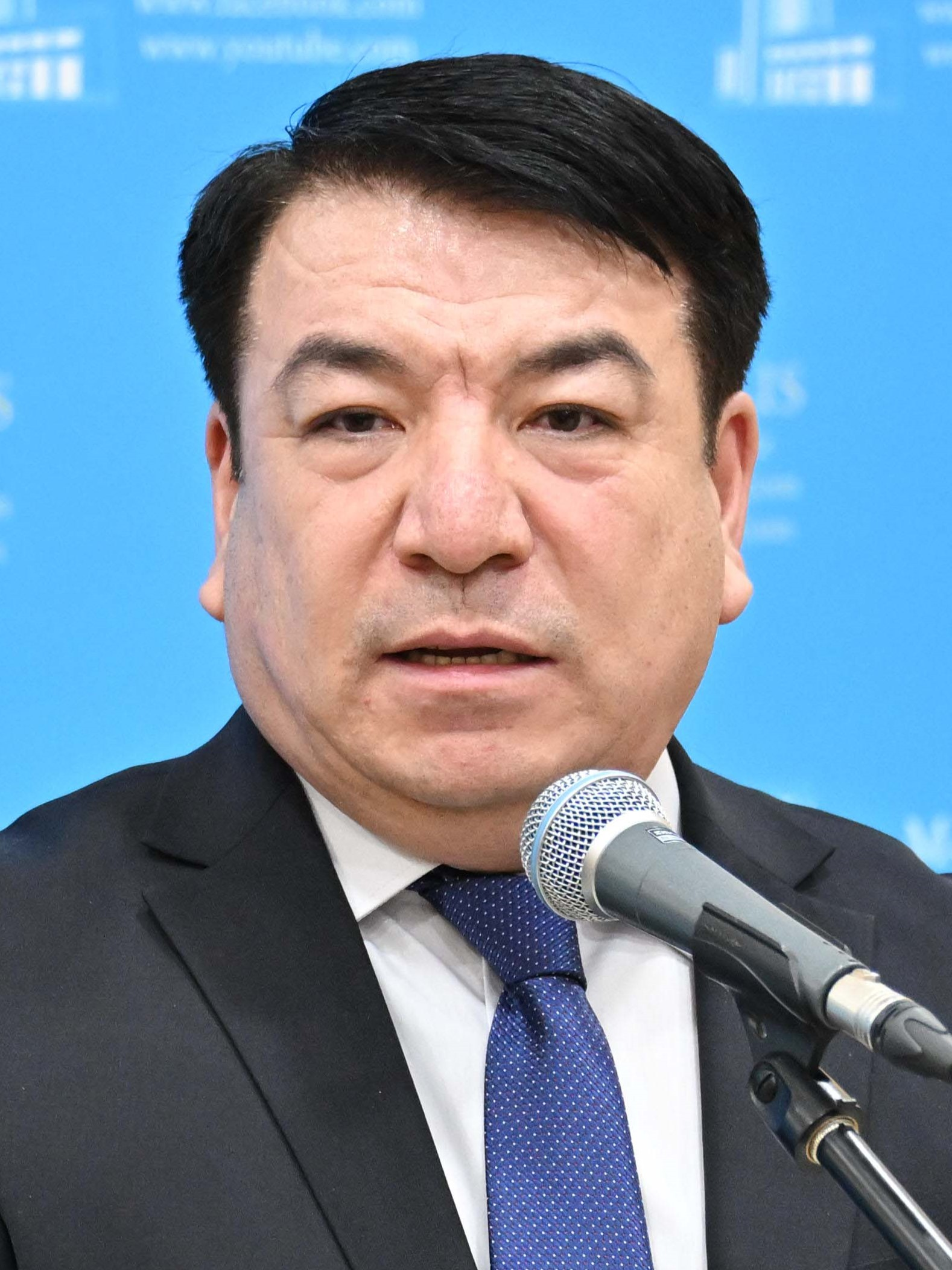
Ghani Beissenbajew (2023)

Ghani Bektajuly Beissembajew (kasachisch Ғани Бектайұлы Бейсембаев Ğani Bektaiūly Beisembaev, russisch Гани Бектаевич Бейсембаев Gani Bektajewitsch Beissembajew; * 3. Juni 1969) ist ein kasachischer Politiker.

## Leben
Beissembajew wurde 1969 im heutigen Gebiet Qysylorda geboren. Er absolvierte ein Lehramtsstudium mit Schwerpunkt auf kasachischer Sprache und Literatur an der Kasachischen Nationalen Pädagogischen Universität.
Seine berufliche Laufbahn begann Beissembajew 1989 als Lehrer für kasachische Sprache an einer Sekundarschule im heutigen Audan Talghar in der Nähe von Almaty. Zwischen 1995 und 1997 war er Direktor der Sekundarschule im Audan Ile bevor er als akademischer Berater an der Altynsarin-Akademie für Bildung tätig war. In den Jahren 2000 bis 2001 leitete er die Bildungsabteilung der Stadt Qapschaghai im Gebiet Almaty. Anschließend war er bis 2006 Direktor einer privaten Bildungseinrichtung und danach leitete er etwa ein Jahr lang eine Abteilung der Technologischen Universität Almaty. Ab 2007 leitete er 13 Jahre lang ein internationales Bildungszentrums. Im Jahr 2020 wurde Beissembajew zum Direktor des Republikanischen Wissenschafts- und Praxiszentrums Uchebnik ernannt. Zwischen 2020 und 2020 war er Direktor der Altynsarin-Akademie für Bildung.
Am 18. März 2022 wurde er erstmals für ein politisches Amt ausgewählt, indem er zum stellvertretenden Minister für Bildung und Wissenschaft ernannt wurde. Nach einer Umstrukturierung des Ministeriums war er ab August 2022 stellvertretender Minister für Bildung. Seit dem 4. Januar 2023 ist er Minister für Bildung.